# モツ族
モツ族（モツぞく、Motu）は、パプアニューギニアに住む少数民族。

## 居住地
ニューギニア、ポートモレスビーのやせて乾燥した海岸地帯に住んでいる。

## 生活
生業はポートモレスビー近くに住むか、遠くに住むかで違うが、漁労と他部族との交易が中心で、少ないが賃金労働者も存在する。
伝統文化はほとんど消滅したが、村としての祭りと儀式はいまだに行われている。